# Oskar Minkowski

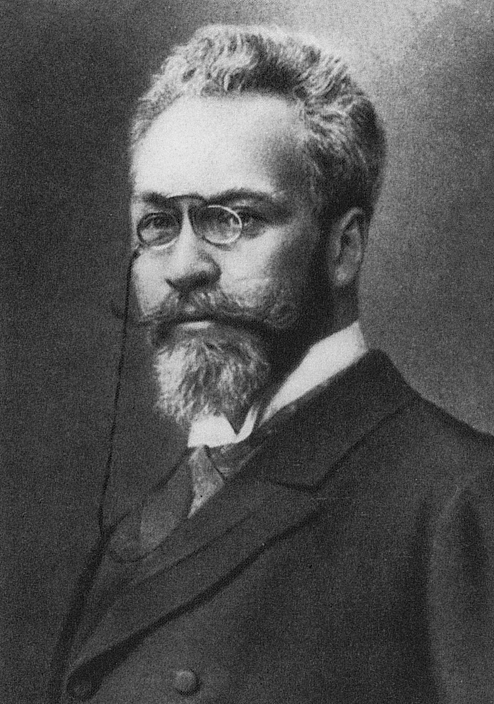
Oskar Minkowski, vor 1930

Oskar Minkowski (* 13. Januar 1858 in Alexoten bei Kaunas, damals im russischen Gouvernement Kowno, heute in Litauen; † 18. Juni 1931 in Fürstenberg, Mecklenburg-Strelitz) war ein russisch-deutscher Internist, Bruder des Mathematikers Hermann Minkowski und Vater des Astrophysikers Rudolph Minkowski.
Zu den herausragenden Leistungen Minkowskis gehört die Mitentdeckung der Bedeutung der Bauchspeicheldrüse (Pankreas) für den Kohlenhydratstoffwechsel, womit grundlegende Fortschritte in der Therapie der Zuckerkrankheit ermöglicht wurden, sowie 1887 die Entdeckung der krankhaften Vergrößerung der Hypophyse als Ursache der Akromegalie.

## Leben
Minkowski war der älteste Sohn einer jüdischen Kaufmannsfamilie aus Litauen. Sein Vater war der Getreidehändler Levin Minkowski, seine Mutter war Rachel Taubmann. 1872 emigrierte die Familie wegen judenfeindlicher Maßnahmen im zaristischen Russland ins preußische Königsberg.
Minkowski besuchte das Gymnasium Kaunas, danach das Altstädtische Gymnasium in Königsberg und studierte anschließend in Freiburg und an der Königsberger Albertina Humanmedizin. Im Wintersemester 1875/76 trat er der Burschenschaft Germania Königsberg bei, der er bis zu seinem Tode angehörte. 1881 wurde er in Königsberg zum Doktor der Medizin promoviert.

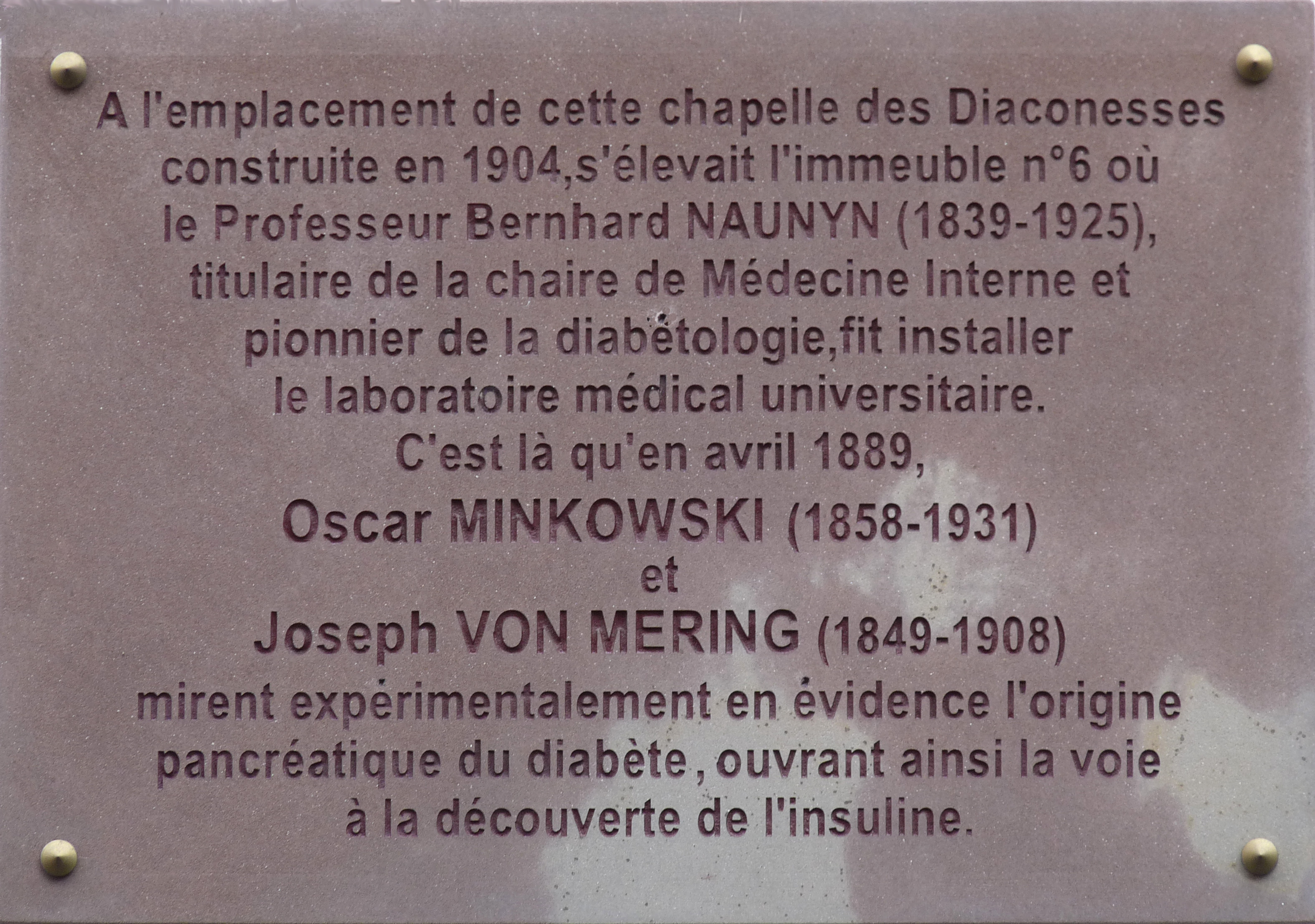
Gedenktafel für Oskar Minkowski und Josef von Mering in Straßburg

Bereits 1884 entdeckte er als Assistent von Bernhard Naunyn bei schwerkranken Diabetikern eine stark erhöhte Konzentration von β-Oxybuttersäure. Im Jahr 1887 hatte er die Akromegalie in Zusammenhang mit der krankhaften Vergrößerung der Hypophyse gebracht. 1888 folgte er seinem Mentor Naunyn an die Universität Straßburg, wo er bis 1904 arbeitete. Dort stellte er 1889 gemeinsam mit Josef von Mering im Tierversuch fest, dass der Entfernung der Bauchspeicheldrüse die Ausbildung eines Diabetes (mellitus) folgt. Weitere Experimente führten 1889 zu der Erkenntnis, dass die Bauchspeicheldrüse einen bisher unbekannten Stoff produzieren musste, der den Kohlenhydratstoffwechsel reguliert. Er bestätigte damit die bereits früher vom französischen Arzt Étienne Lancereaux vertretenen Ansichten zur Bedeutung der Bauchspeicheldrüse beim Diabetes.
1894 heiratete er in Straßburg Marie Johanna Siegel; aus der Ehe gingen ein Sohn und eine Tochter hervor.
1900 ging Oskar Minkowski an das neu gegründete Augusta-Hospital in Köln. 1905 kam er an die Universität Greifswald. Dort übernahm er als Nachfolger von Friedrich Moritz seinen ersten Lehrstuhl für Innere Medizin. Hier befasste er sich vor allem mit der Untersuchung der Leber und (wie bereits 1885) der Leberfunktion, der Gicht und auch erneut mit dem Diabetes. 1909 wechselte er an die Universität Breslau, wo er zu einem der führenden Internisten Deutschlands wurde. Während des Ersten Weltkrieges war er als beratender Internist und als Giftgasexperte tätig. Zeitweilig war er Vorsitzender der Deutschen Gesellschaft für Innere Medizin (DGIM). Zu seinen Schülern in Breslau gehörte unter anderem ab 1920 der Arzt Alfred Lublin, der 1929 zu Gerhardt Katsch an die Universität Greifswald wechselte und 1939 nach Bolivien emigrierte. Weiterer Schüler war Rudolf Stern, enger Freund und Arzt von Fritz Haber. 1923 gründete Minkowski das erste deutsche Insulinkomitee. Dieses überprüfte die ersten in Deutschland produzierten Präparate, wie das Ende 1923 auf den Markt gekommene „Insulin Hoechst“.

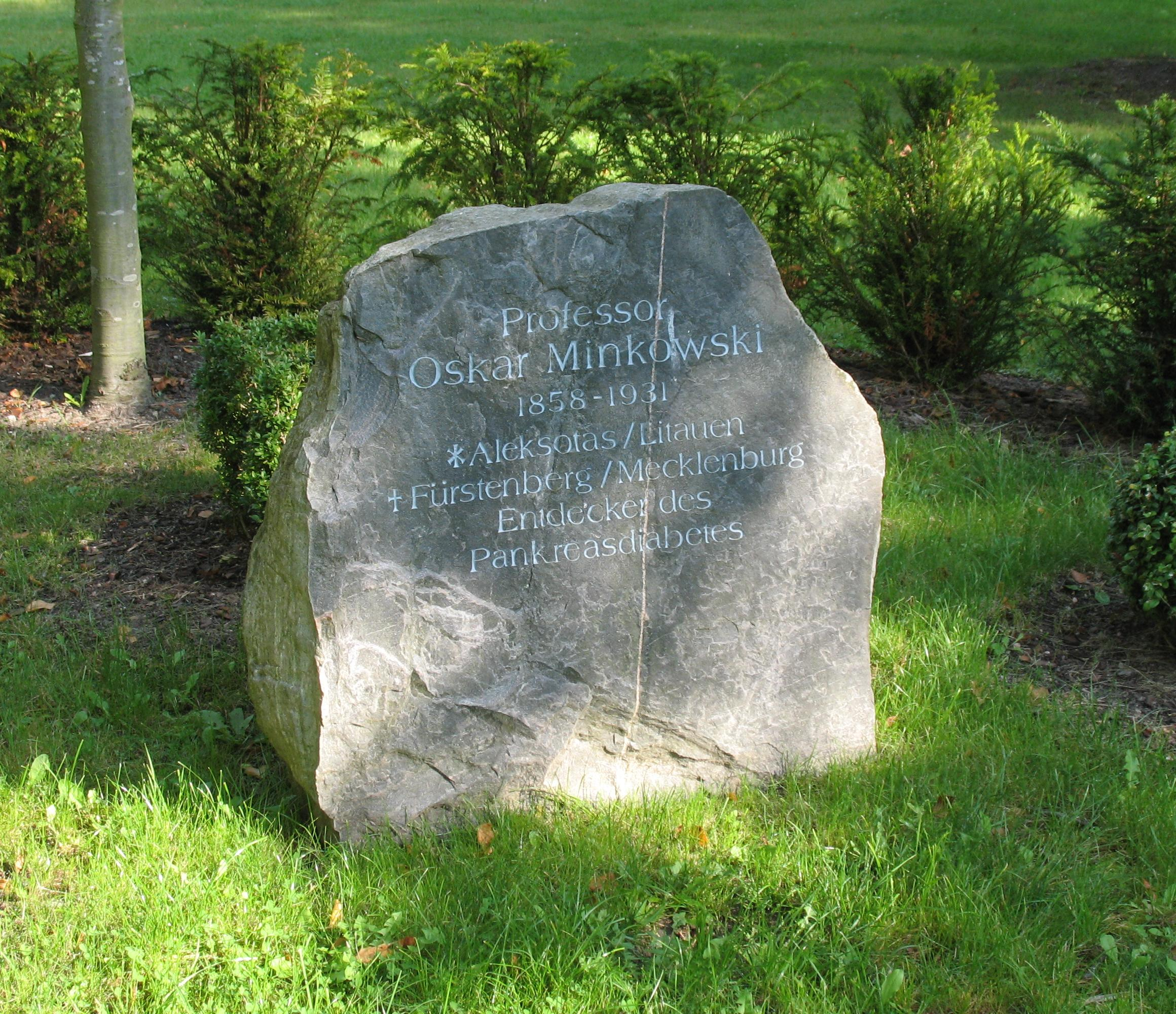
Gedenkstein in Fürstenberg

1926 setzte er sich in Wiesbaden zur Ruhe. Er suchte jedoch den unmittelbaren Anschluss an das wissenschaftliche Leben und plante seine Übersiedlung nach Berlin. Als der Umzug in die Wege geleitet wurde, verließen ihn seine Kräfte. Während eines Kuraufenthaltes starb er 1931 im Alter von 73 Jahren im Schloss-Sanatorium Fürstenberg an den Folgen einer Lungenentzündung.

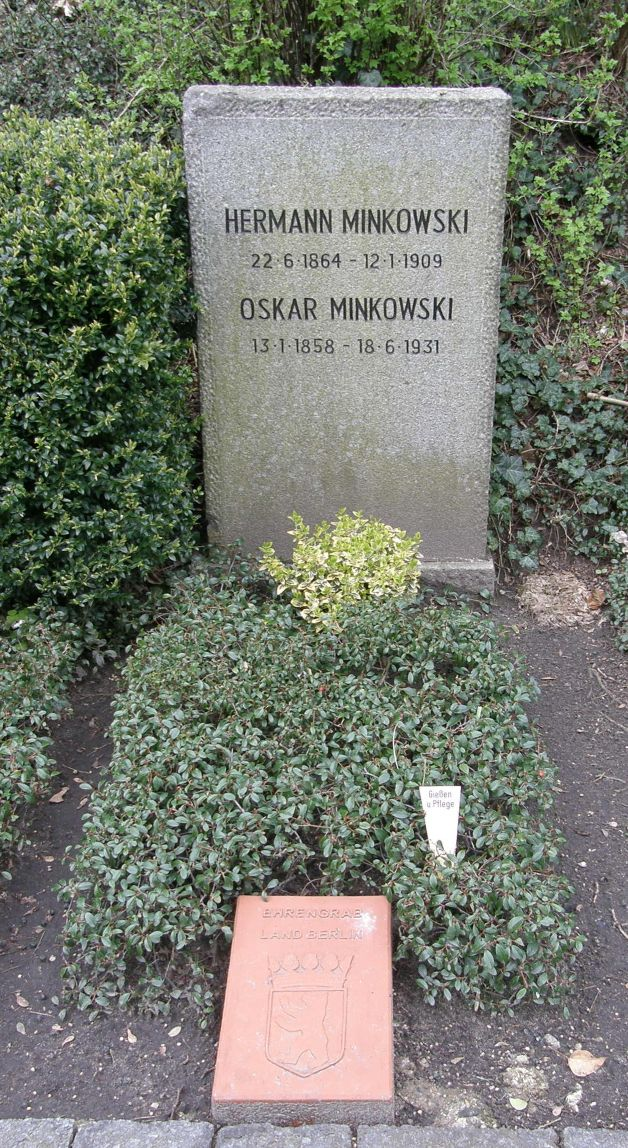
Grab von Oskar und Hermann Minkowski auf dem Friedhof Heerstraße in Berlin-Westend, hier noch mit Ehrengrab-Markierung (2008)

Oskar Minkowski wurde eingeäschert. Auf Wunsch der Familie kam es 1932 zur Beisetzung seiner Urne und der Urne des 1909 zunächst in Göttingen bestatteten Bruders Hermann Minkowski in einem gemeinsamen Grab auf dem interkonfessionellen Friedhof Heerstraße im Berliner Bezirk Charlottenburg im heutigen Ortsteil Westend (Grablage: 3-A-30). Auf Beschluss des Berliner Senats wurde die letzte Ruhestätte der Brüder Minkowski 1994 für die übliche Frist von zwanzig Jahren als Ehrengrab des Landes Berlin gewidmet. Die Nichtverlängerung der Widmung im Jahr 2014 stellte den weiteren Erhalt ihrer Grabstätte in Frage.
Die Familie von Oskar Minkowski emigrierte nach der Machtergreifung der Nationalsozialisten nach Argentinien und in die USA.